# Eupithecia sporadica
Eupithecia sporadica är en fjärilsart som beskrevs av Louis Beethoven Prout 1932. Eupithecia sporadica ingår i släktet Eupithecia och familjen mätare. Inga underarter finns listade i Catalogue of Life.